# Vladimír Benda
Vladimír Benda (30. září 1927 Chrustenice – 7. července 2010 Praha) byl český katolický kněz, vysokoškolský pedagog, teolog a filosof.

## Život
Středoškolské vzdělání, které zakončil maturitou v roce 1946, získal na reálném gymnáziu v Berouně. V letech 1946–1950 studoval na bohoslovecké fakultě Karlovy univerzity v Praze a studium dokončil na Cyrilometodějské bohoslovecké fakultě v roce 1951. Na kněze však byl vysvěcen již 23. prosince 1950 v Praze. Svou kněžskou pastorační službu začal na Kladně v roce 1951. Dále působil v Žebráku, v roce 1960 vykonával dělnickou profesi a od roku 1961 působil v Počaplech v okrese Beroun. Studoval dále na CMBF a získal zde 12. dubna 1962 doktorát z teologie po předložení disertační práce s názvem: Kněžství Starého a Nového Zákona. Dne 22. září 1971 byl na téže fakultě jmenován lektorem pro obor Úvod do teologie pro akademický rok 1970–1971. 22. července 1972 bylo jeho jmenování zopakováno pro akademický rok 1972–1973. 24. září 1974 byl jmenován lektorem pro obor Křesťanská filozofie pro rok 1974–1975 a 11. dubna 1975 byl jmenován odborným asistentem pro obor Křesťanská filozofie, s účinností od 1. května 1975. V letech 1961–1975 byl však zároveň činný také v pastoraci v Počaplech u Berouna a od roku 1967 v Praze-Braníku. Na žádost sboru ordinářů byl v roce 1976 pověřen místo výuky filosofie výukou pastorální teologie. V roce 1976 obhájil tamtéž habilitační práci: Budoucnost církve už začala a byl navržen na jmenování docentem. Od roku 1978 však byly požadavky sboru ordinářů na ukončení jeho působení na fakultě. Docentem byl jmenován až 26. října 1983, s účinností od 1. listopadu 1983. Zajímavé je, že však od té doby ukončil výuku, byl však veden ve stavu zaměstnanců. Dne 15. ledna 1986 byl jmenován profesorem, s účinností od 1. února 1986. Je působení bylo pak ukončeno 28. února 1986, kdy se vrátil do pastorace. Zemřel ve středu 7. července 2010 ve věku 83 let a v 61. roce své kněžské služby. Poslední rozloučení s ním se konalo 10. července 2010 v 10 hodin v kostele sv. Prokopa v Praze-Braníku. Poté bylo jeho tělo uloženo do hrobu na hřbitově v Loděnicích u Berouna. Byl dlouholetým duchovním vůdcem Mariiny legie, stál v čele Vltavské madony a v roce 2011 za něj kněžské společenství CCC sloužilo mše svaté.